# Miryam Venegas
Miryam Doris Venegas-Anaya conocida también como Doctora Cocodrilo (Bogotá, 9 de abril de 1959) es una científica colombopanameña especializada en el estudio de los cocodrilianos, es considerada una pionera en la investigación de las especies que habitan Panamá, Centroamérica y el Caribe.
Fue investigadora del Instituto Smithsonian de Investigaciones Tropicales de 1997 al 2014. Es investigadora de la Facultad de Ciencias y Tecnología de la Universidad Tecnológica de Panamá y docente del doctorado en Biociencias y Biotecnología.

## Trayectoria
Ingresó a la Universidad La Salle cuando tenía diecisiete años para estudiar Química y Biología, en su segundo año presentó los exámenes de la Universidad Nacional para ingresar a la carrera de Veterinaria pensando que así estaría cerca de la medicina. Estudió las dos carreras universitarias, posteriormente se interesó en la creación de criaderos de iguanas, de zainos y de pumas. Realizó su servicio social en el Zoológico de Cali, donde tuvo sus primeros contactos con especies de animales silvestres. 
Comenzó a trabajar en la Corporación Araracuara en un proyecto para investigar sobre las selvas y sus especies, recursos estratégicos y culturas que las habitan.
Posteriormente se fue a trabajar en comunidades campesinas en la Sierra de La Macarena, un territorio de extrema violencia, enseñó técnicas para atender a los animales y como ello mejorar las vidas de los campesinos.
De 1990 a 2002 trabajó en la empresa de Chilibre, Panagator una granja orientada a la diversificación de la producción agrícola y de zoocría que quería reproducir cocodrilos con fines industriales. La contrataron como médica veterinaria. Fue en ese trabajo donde empezó a trabajar con ellos, mantenía la población silvestre y realizaba censo de la población de los cocodrilos en su ambiente natural. Panagator se convirtió en la granja más importante de Centroamérica. 
Estudió una maestría en Ecología y Conservación en la Universidad Santa María La Antigua. Entró en al Instituto Smithsoniano de Investigaciones Tropicales porque ganó una beca para un curso de verano y pudo utilizar los laboratorios de Biología Molecular y Evolución para su tesis de maestría.
Los cocodrilos no habían sido estudiados en Panamá a nivel molecular o de sus poblaciones, por ello fue tan importante el trabajo de Venegas.
Forma parte del Grupo de Especialistas en Cocodrilos de la Unión Internacional para la Conservación de la Naturaleza 
Realizó sus estudios en Biología de la Texas Tech University Lubbock, con una beca de la SENACYT, donde presentó un estudio pionero sobre la genética molecular y la historia evolutiva de los cocodrilos. 
Ha trabajado con grupos de investigación en muchos países de América Latina: Cuba, Guatemala, Costa Rica, México. También en Sudáfrica y en Australia.
Al terminar su doctorado trabajó en una investigación posdoctoral del STRI sobre ecología de la reproducción y patrones de dispersión asociados a la productividad de hábitat de los cocodrilos americanos, en el Parque Nacional Coiba.
De 2017 a 2020, trabajó en el proyecto sobre ecología trófica del cocodrilo americano en dos diferentes ambientes marino-costeros insulares: Monte Cabaniguán, Cuba, y la isla de Coiba.

## Líneas de investigación
Investiga Biotecnología molecular, ecología molecular, redes tróficas de ambientes marino costeros.
Sus estudios se especializan en los determinantes ecológicos y evolutivos que dieron origen a la diversidad en los cocodrilos, asimismo desarrolla indicadores para evaluar el estado de la biodiversidad y diseña planes de conservación.

En entrevista con la revista En Exclusiva del Banco General comentó que su rutina de trabajo dura en promedio 18 horas diarias e incluye revisiones en playas, ríos y el canal en el Parque Nacional de Coiba, en busca de cocodrilos durmiendo; además contó la anécdota de cuando un cocodrilo hembra encima:
Estaba capturándola con un bastón de captura. Me cayó encima porque el cocodrilo hembra, en vez de recular echó para adelante y yo no estaba bien parada, además de estar con el agua a la rodilla. Los otros cazadores la amarraron y me ayudaron a levantarme. Fue en fracción de segundos, pero para mí fue una eternidad.

## Publicaciones
- Microorganismos intestinales en Cocodrilos y Caimanes neotropicales. Universidad Tecnológica de Panamá - Instituto Smithsonian de Investigaciones Tropicales
- Predadores máximos como especies indicadoras del equilibrio ecológico: justificación ecológica, supuestos y eficacia.[8][9]

## Reconocimientos
- En 2010, fue galardonada con el premio The Horn Professor Graduate Achievement Awards de Texas Tech University.
- Reconocimiento al proyecto con más publicaciones en Scopus, premio entregado por la Secretaría Nacional de Ciencia, Tecnología e Innovación.
- Fue incluida en el proyecto Pioneras de la ciencia: Porque fueron, somos; porque somos, serán del Centro Internacional de Estudios Políticos y Sociales y la Secretaría Nacional de Ciencias, Tecnología e Innovación.[10][11][12]